# تشالشتر
مدينة تشالشتر، من مدينة شاهريكورد في مقاطعة «شهار محل» وبختياري في إيران
استناداً إلى إحصاء عام 2006 السكان من تشالشتير 6٬720 (1٬680 الأسر المعيشية).
بنيت قلعة تشالشتير في مثل هذه طريقة التي «البيت خان» ومسجد في وسطها وكانت العبارة إلى أربع. الحفاظ على كل بوابة الأمن بستاندتا الأربعة إلى القلعة ليلا.
وأشاد قلعة قلعة خدارحم، تشالشتر، «المسجد الكبير» من الأعمال التي سوف أتحدث عنها في وقت لاحق.
تأمين صناعة وحياكة السجاد هي تشالشتر الشهيرة في العالم، يمكنك أيضا كتابة إلى تافزيل.
أقول تشالشتر هي مهد الشعراء مثل أبو الفتح محمد خان حاجي شهباز، الصراف الآلي، حسن النار (1210 ه)، أحمد خان، ألف الحكمة، كانون الأول/ديسمبر تشالشتري (1320 Ah AH) ألف حاج أغا خان مهدي (1311)، أ. م. (1306ه.)، دهبان، شهباز، أجلال محمد الأمين، بهادور خان Falcon (1305 هاء Ah)، سيد عبد الله محمد خان، إسماعيل، قرنية، م. دي (متولد1240ه. أنها)، هازل (أ) (ولد 1235ه. أنها) والشرق محمد صادق (ولد 1240ه. أنها).